# Аспірація (гірнича справа)

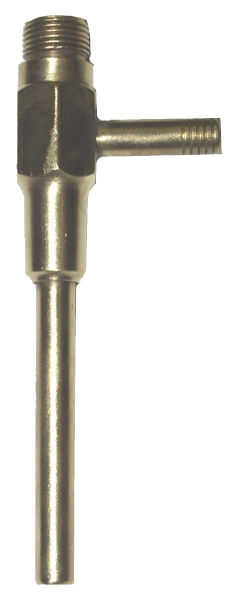
Аспіратор

Аспірація (рос. аспирация, англ. aspiration, нім. Aspiration, Absaugen) — відсмоктування повітря за допомогою спеціальних пристроїв з гірничих виробок у місцях скупчення шкідливих речовин, зокрема пилу й газу.
Задача аспіраційних систем полягає в відсмоктуванні відходів (пороху, газів і т. д.) від технологічного обладнання в місцях їх утворення. Основними призначенням систем аспірації є створення нормальних санітарно-гігієнічних умов праці. Кількість відсмоктуваного ними повітря визначається, в першу чергу, виходячи з цією умови, а не з умови надійності транспортування відходів по трубопроводах.
Найчастіше використовують системи всмоктувально-нагнітального і всмоктувального типів. Вони можуть бути розгалуженими і колекторними.